# بيت كول
بيت كول (بالإنجليزية: Pete Cole)‏ هو لاعب كرة قدم أمريكية أمريكي، ولد في 5 مايو 1916 في ستامفورد في الولايات المتحدة، وتوفي في 7 سبتمبر 1971 في مقاطعة دالاس في الولايات المتحدة.

## وصلات خارجية
- بيت كول على موقع مرجع كرة القدم المحترفة.كوم (الإنجليزية)
- بيت كول على موقع JustSportsStats.com (الإنجليزية)